# Паметник на св. св. Кирил и Методий (Добрич)
Паметникът на св. св. Кирил и Методий в Добрич е открит на 11 май 2007 г. на пл. „Свобода“.

## История
Изграждането на паметника на Кирил и Методий е инициирано от група интелектуалци от Фондация „Св. Св. Кирил и Методий“ с председател Драгомил Георгиев. Паметникът е дело на почетния гражданин на Добрич, скулптора Никола Богданов. Цялостният архитектурен проект на мемориала безвъзмездно изпълнява арх. Витлием Чалъков.
Средства за изграждането на паметника събират гражданите на Добрич в подета от учениците на Хуманитарна гимназия „Св. Св. Кирил и Методий“ акцията „Хиляда лева от хиляда ученика“.
Водосвет и освещаване на паметника отслужва Негово Високопреосвещенство Варненски и Великопреславски Митрополит Кирил и свещеници от Добрич.